# Réglementation de la circulation routière en Albanie

## Limitation de vitesse

Limitations de vitesse en Albanie

Les limitations de vitesse appliquées en Albanie (abréviation officielle: AL) sont les suivantes :
- 40 km/h en ville[2]
- 80 km/h hors agglomération[2]
- 90 km/h sur voie rapide[2]
- 110 km/h sur autoroute[2]

## Autres règles
- Alcoolémie maximale autorisée au volant: nul (0,0 g/L d'alcool dans le sang)